# 日本國鐵D51型蒸汽機車
D51型蒸汽機車（D51形蒸気機関車）是日本國有鐵道（國鐵）的前身——鐵道省所設計製造的一款煤水車式蒸汽機車。
主要用於牽引貨運列車的D51在太平洋戰爭期間曾被大量製造，在最顛峰時日本甚至擁有高達1,115輛的D51（不包含5輛原计划交付臺灣鐵路管理局的D51型机车）。在日本，D51除了是製造數量最多的蒸汽機車外，縱使加入所有的柴油與電力機車作排行，D51仍然是以單一車種來計算產量最大的鐵路機車車款。由於其高知名度，D51幾乎可以說是日本蒸汽機車的代名詞，經常被當地的鐵道迷暱稱為（Dekoichi，「D51」的片假名化發音）。

## 誕生背景
在1930年代的昭和恐慌期間，日本鐵道運輸使用率低，沒有對貨運用機車有新需求，使數年間沒有新製車輛出現。但是，其後景氣好轉，顯著有輸送量回復的傾向，因而貨物用機車需要恢復製造。尤其令C11型鍋爐實用化的電氣溶接技術應用，使D51型於1936年應運而生。

## 構造

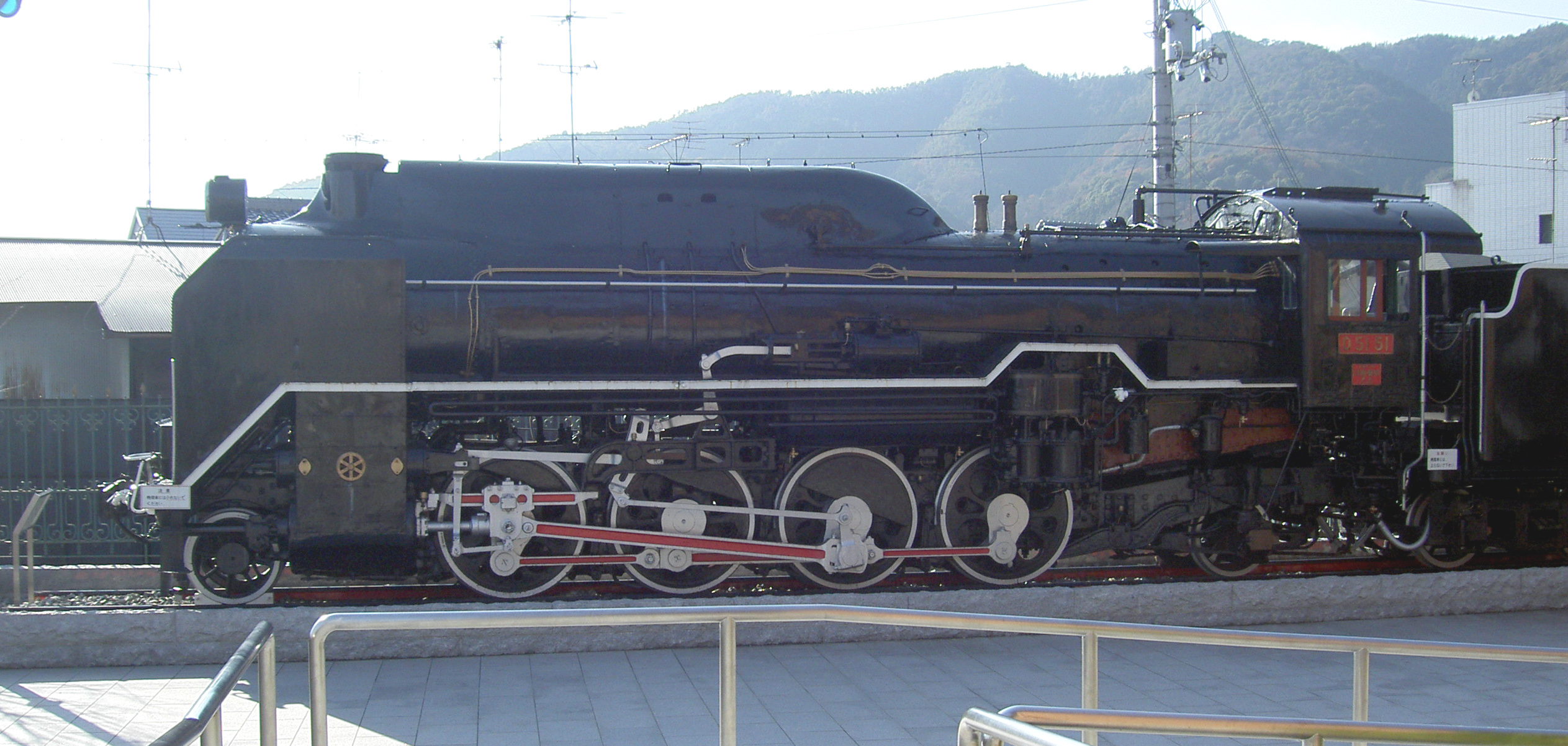
「蛞蝓型」的51號機
（攝於嵯峨嵐山站前廣場，2006年12月）

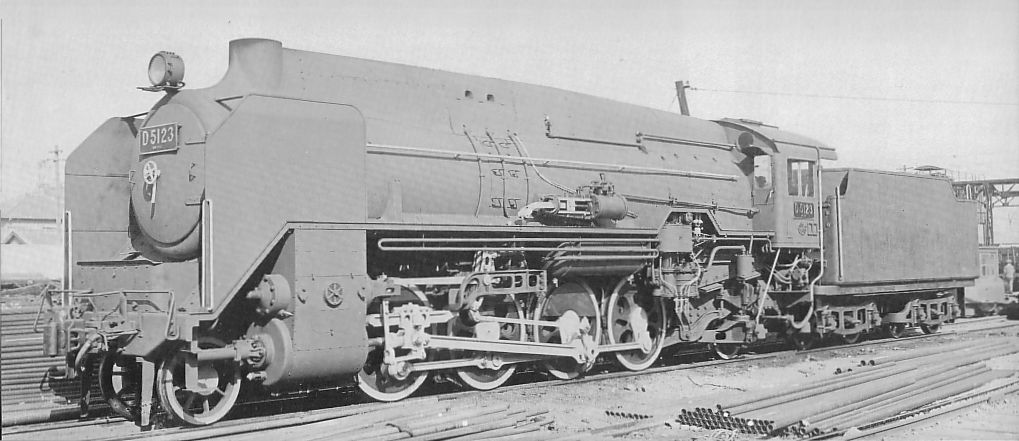
「超級蛞蝓型」的23號機

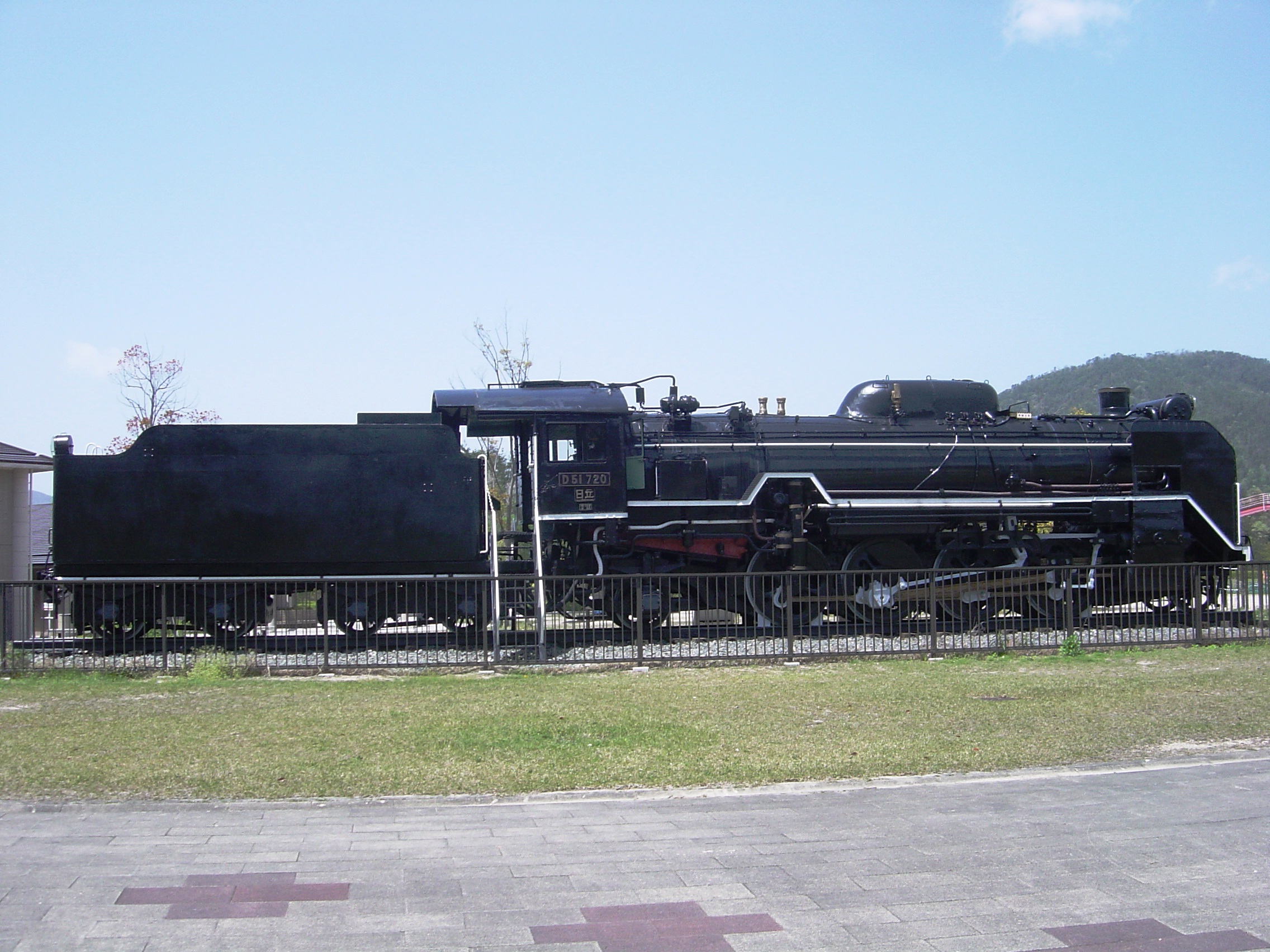
D51 720、側面
（2005年4月、瀨野川公園攝影）

由於其設計是以D50型為基礎，因此D50與D51性能上大致相同。不過其能使用壓力提高及其他細小的改良，令其增大了若干的牽引力。另外，軸重減輕、全長短縮等令D51能廣泛使用在地方線區上。至於全面採用電氣溶接與動輪輪芯箱型化，使其形態的較接近C57型。
較早期製造的95輛（編號1～85、91～100號機）由於車身上部的汽包（steam dome）很長，所以擁有這形狀汽包的車型又被稱為「蛞蝓型」（ナメクジ型，亦稱為「D51半流線形型」）。另外，22及23號機的頂蓋更伸延至駕駛室，而有「大蛞蝓」（おおナメクジ型）之稱。當中23號機的駕駛室側面更裝上了路牌捕手和有車牌的時刻表。後來，這兩輛車都被改回普通的「蛞蝓型」。
由於「蛞蝓型」的集煙裝置不能裝在其構造上，因而其配置的分別就算改造成通常型亦能清楚看到。另外，當初「蛞蝓型」只是愛好者之間的通稱，不過後來在國鐵內部亦以它來區分初期型的D51。
在戰時中後期製造的車輛，D52型與同樣以木材作為代用材使用，以及煤水車的車架被省略及工作簡單化的戰時設計。但是，在戰後經常發生鍋爐爆炸的事故，因而在乘務員中出現了「駕駛時如抱著炸彈（爆弾を抱えて運転する気分）」的評價。其後，這些車輛在性能進行了標準化的調整，不過其煤水車形狀仍保留以前的特徵。

## 製造

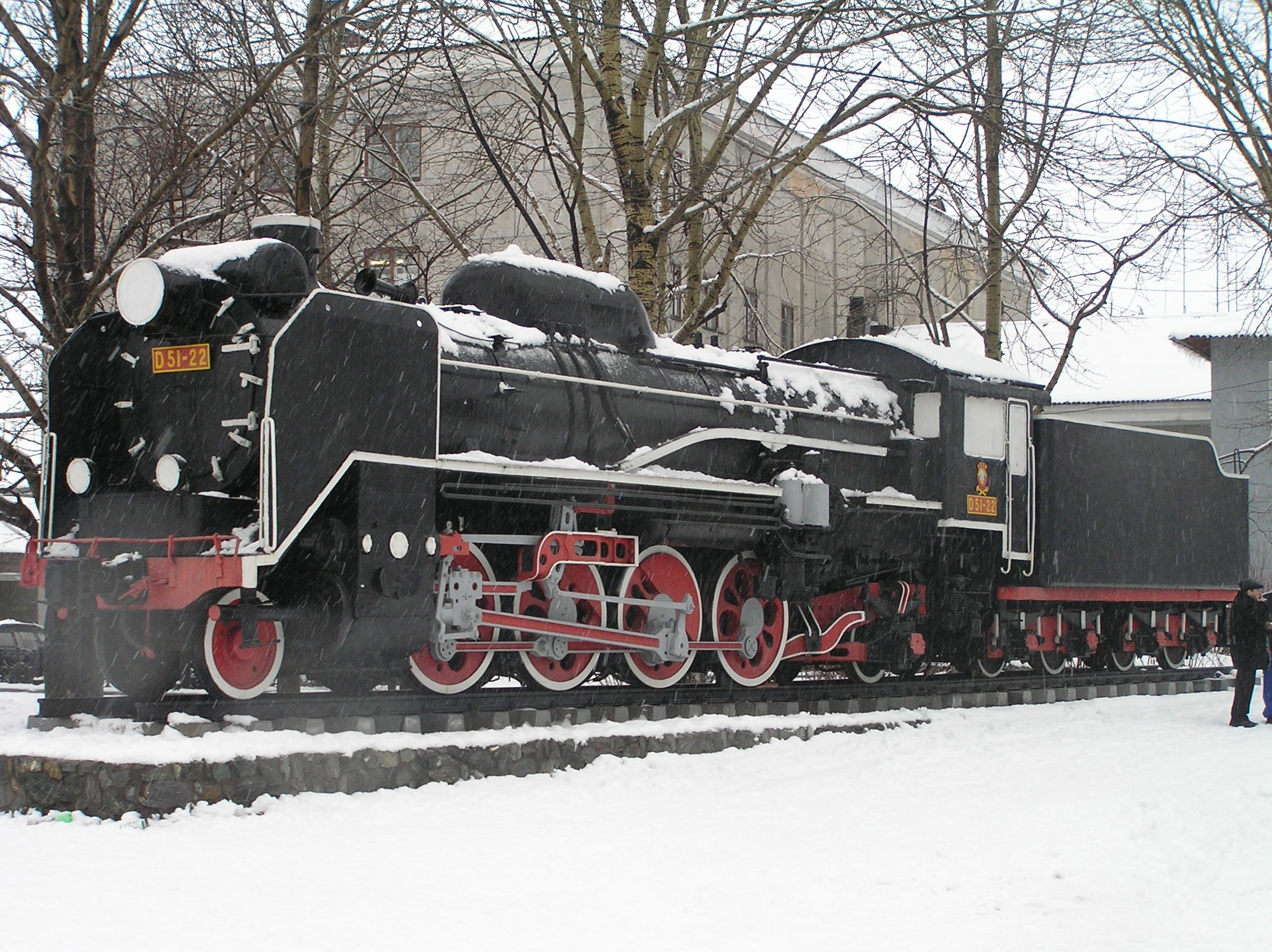
静态保存于俄罗斯南萨哈林斯克的原苏联铁路D51-22，注意机车驾驶室上的苏联国徽

### 日本国铁D51型
該型進入量產階段時，受到日本國內情勢與戰時體制影響，對該型機車的需求非常之大，因而國內的大型機車工廠及主要國鐵工場大半參與此型車的製造，1936年至1945年之間總共製造了1,115輛。這個數量顯示了當時人們對D51型的依賴。
有13輛並非由日本铁道省訂購的D51型机车由于私营铁道被国有化以及制海權丧失，而被運輸通信省接收；同時，955～1000號全為缺號，不過由於戰時型的編號是由1001號開始區分。總之，可以說是1000系本型机车实为戰時型。

### 惠須取鐵道D51型
1943年，汽车制造为桦太的独立运作鐵道惠須取鐵道制造2台D51型机车，此两台机车密閉的駕駛室為一大特徵。但两台机车并未交付惠須取鐵道，而被運輸通信省接收，并重新编为D51 864 - D51 865。

### 胆振縱貫鐵道D51型
胆振縱貫鐵道于1941年到1943年间订购5台D51型机车，编号为D5101 - D5105。1944年，由于胆振縱貫鐵道被国有化，此5台机车被運輸通信省接收，并重新编为D51 950 - D51 954。此5台D51型机车为日本本土私鐵唯一新造D51的事例。其形態與一般型沒有分別。

### 日本窒素D51型
1939年2月10日，日军占领海南岛，石碌铁矿为日本窒素接收。1940年3月，侵华日军勘察设计采用1,067毫米轨距的石八线。1941年5月侵华日军征发60批总计5万多中国民工开建石八线。1942年3月23日试运，4月7日通车。在1942年到1943年间，5台D51型机车（D51 621、632 - 635）运往石碌铁矿。1945年第二次世界大战结束时，石碌铁矿尚有两台D51型机车，但此两台机车此后的运用情况不明。1959年海南铁路办事处接管了石八线，接收日造蒸汽机车7台包含4台D51型。
此外，日本窒素于1945年为石碌铁矿订购的D51 1161由于喪失制海權而不能發送至海南岛，被運輸通信省接收，战后由日本國有鐵道继承。这台机车是戰時型，且为全體D51中唯一在1945年製造的机车，有一説是為了特殊的工作方法而被採用。

### 台铁DT650型
臺灣總督府交通局鐵道部于1939年到1944年间订购了共计32辆D51型蒸汽機車。其中27辆为标准型，剩余5辆为戰時型。5辆战时型由於喪失制海權而不能發送，被運輸通信省當作D51 1162～1166使用。戰後在臺灣方面的索回要求下，此5辆战时型机车於1946年4月裝船輸出回到臺灣，成為臺灣鐵路管理局的DT678～682。這批車與D51 1001～1161同為戰時型所以性能方面較差劣，在晩期的使用鍋爐壓力有12公斤/立方厘米的限制。
1951年，台湾铁路管理局通过联合国向汽车会社、三原车辆订购5辆D51型机车，编为DT683~DT687。

### 苏联铁路D51型
1949年，日本向苏联出口了30台D51型蒸汽機車。这批D51型机车出于防寒需要，将驾驶室采用了密闭构造，一部分构造与日本国铁D51型有所差异，且编号方式也与日本国铁D51型有区别。这批D51型机车被苏联铁路仍编为D51型，并部属于萨哈林岛铁路，使用到1970年代被TG16型柴油机车和TGM7型柴油机车取代。有7台机车退役后被日本买回展示（4台机车保存后解体撤展），1辆静态展示于南萨哈林斯克，1辆动态展示于南萨哈林斯克。

### 韩国铁道MK7型
1950年朝鲜战争的爆发，使韩国铁路遭受破坏。当时驻守韩国的美国第八集团军以联合国军的名义向三菱重工业订制了两台D51型蒸汽機車。这两台D51型战后被韩国铁道接收并被命名为MK7型（韩文：미카7；日文：ミカ7形），编号为1701和1702，使用到1960年代。这两台D51型与日本国铁D51型的差异在于使用了标准轨以及取消挡烟板。

## 戰後的改造機
戰後，能調配的貨物用機車十分充裕而旅客用機車卻十分不足，而在盟軍駐日總司令部（GHQ）的命令亦使當時的狀況下不可能製造新的機車。 有鑑於此，在1948年使用了本形的鍋爐，並以C57形的配件組合成33輛C61形旅客用機車登場（因為不是新造的，所以改造的方法乎合GHQ的限制）。其性能與C57形相近，將它們共通運用是常有的事。
同時，在1960年於地方線區運用的6輛實施減輕軸重的改造，成為新形式D61形。
其他的D51形則按其使用線區的需要而實施，如北海道的由開放式駕駛室改造為室密閉式，長野的增設砂撒管。其他的則有重油混燒裝置與ATS用發電機設置、副燈設置、亦有變形（切下式）除煙板與集煙裝置的裝備（變形除煙板與集煙裝置的形狀因擔當工場而各有不同）等的多元化變奏。其中以北海道活躍的D51 54本是蛞蝓型卻有標準型的風貌（切斷了蛞蝓型前方蛋形頂蓋的砂箱，改裝成與標準型前方同様的形態）最廣為人知。由於該機車此等異質的修改，因此被照相愛好者敬而遠之，但本地的是以這別名來稱呼，意思是被愛的機車。

## 活躍
D51遍及全日本，各地亦見到其蹤跡（但在四國只限土讚本線使用）。不只是單單用以牽引貨列用，中央本線（中央東線、中央西線共同）與函館本線的「山線」區間（長万部～小樽間）等高斜度區間較多的路線、也常常用來拉客車列車，甚至急行等優等列車；在羽越本線等這樣平坦路線亦有使用來牽引客車列車的例子。由於D51形車軸比較重，因而多於主要線路牽引客車。其中亦牽引過御用列車這榮譽項目的車輛。
而在牽引貨物列車其優秀性能，特別於夕張線（現石勝線）～室蘭本線、亦有以單機牽引3,000噸的貨物列車從夕張方面的煤礦至室蘭港。
最後僅餘的數輛蒸汽機車屬北海道的追分機務段，在編號C57-135的國鐵蒸氣機車牽引最後一班旅客列車的10天後，1975年12月24日，編號241的D51型牽引夕張線6788次貨列，行走最後僅餘的蒸氣火車鐵路線上。
日本國外方面，以台灣的37輛DT650型最為活躍，其中編號DT683-687的5輛機車於1951年透過聯合國的援助而購入，也是最後出廠的D51。現時全數車輛均已退役，台鐵方面把其中4輛保留作靜態保存，DT668於2011年11月復駛。另外，製造给苏联铁路使用的30輛D51形亦一度成為主力活躍，在它們退役後，其中6輛（1、2、23、25、26、27）被運回日本全國各地保存，現時保留4號車用作牽引觀光列車。

## 静态保存
D51形可以說成為日本蒸汽機車的代名詞，在車輛退役後，其中178輛在全國各地的鐵道保存展示施設、博物館、公共設施、學校、公園等的地方作靜態保存。當中的187號、488號和745號這3輛機車屬指定的「準鐵道記念物」。而1號機及200號機在京都市的梅小路蒸汽機車館保存。

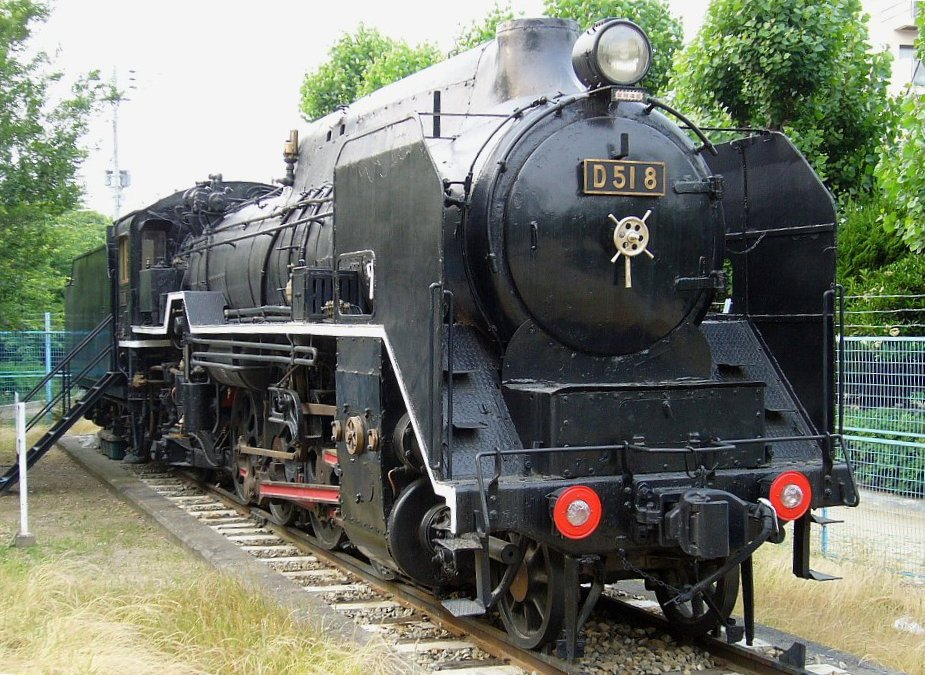
「蛞蝓型」的D51 8（2006年6月，大物公園攝影）
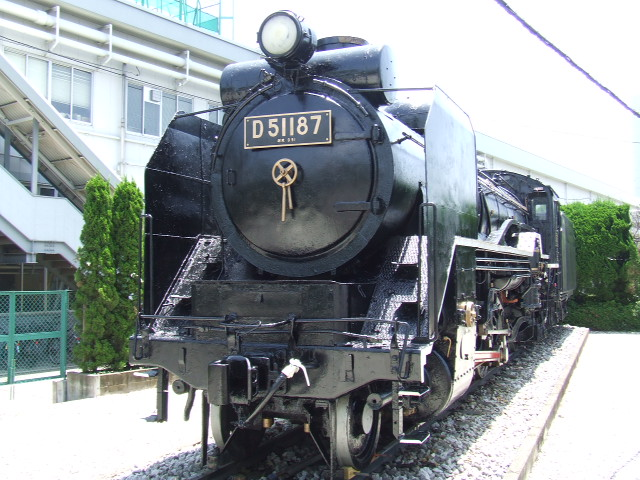
D51 187（2007年5月26日，大宮綜合車輛中心攝影）
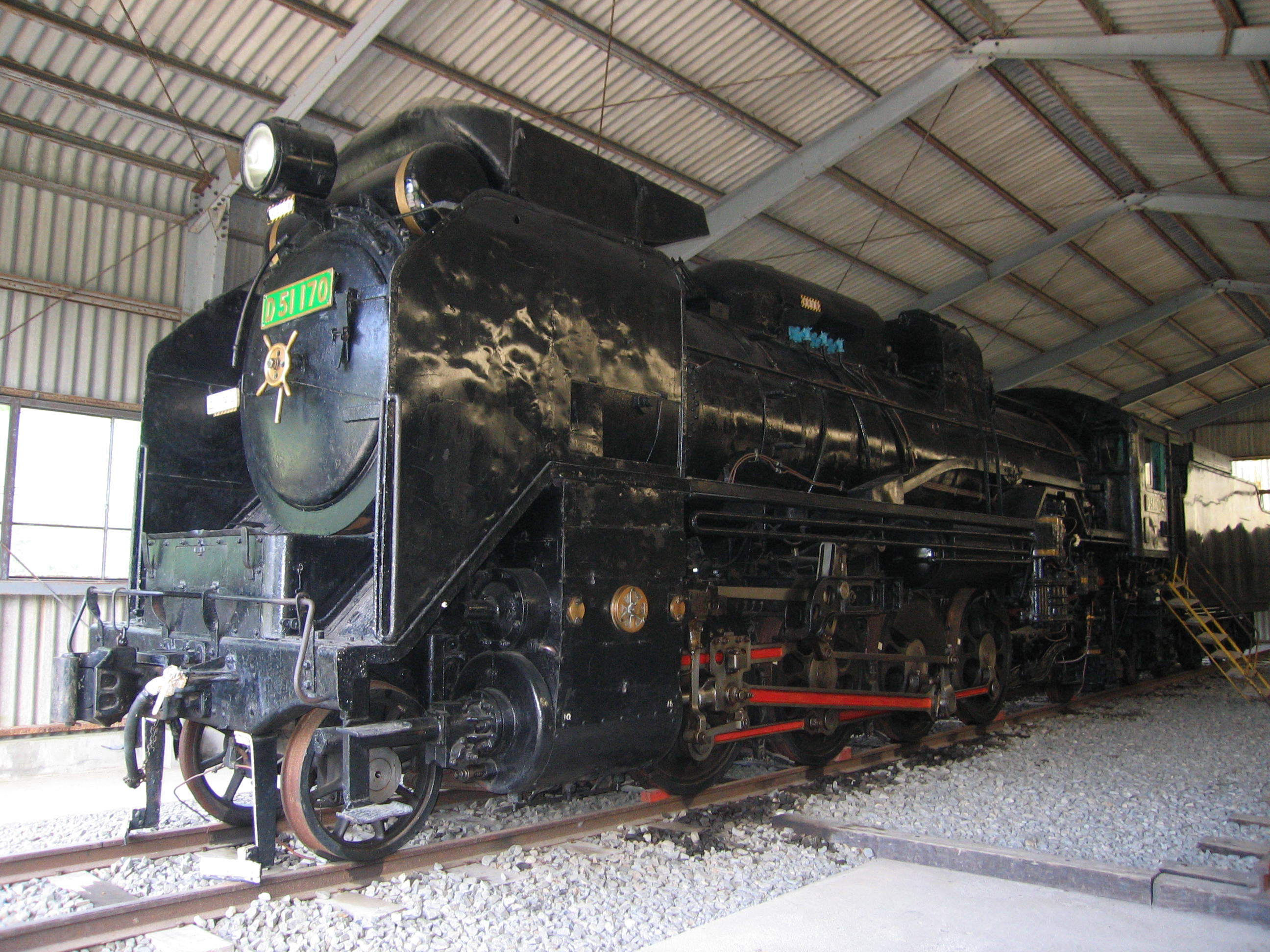
D51 170（2005年7月，肥薩線矢岳站攝影）
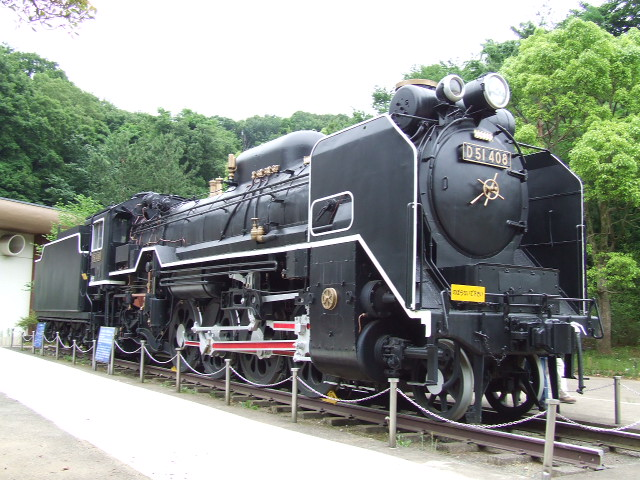
D51 408（2006年6月3日，川崎市生田綠地攝影）
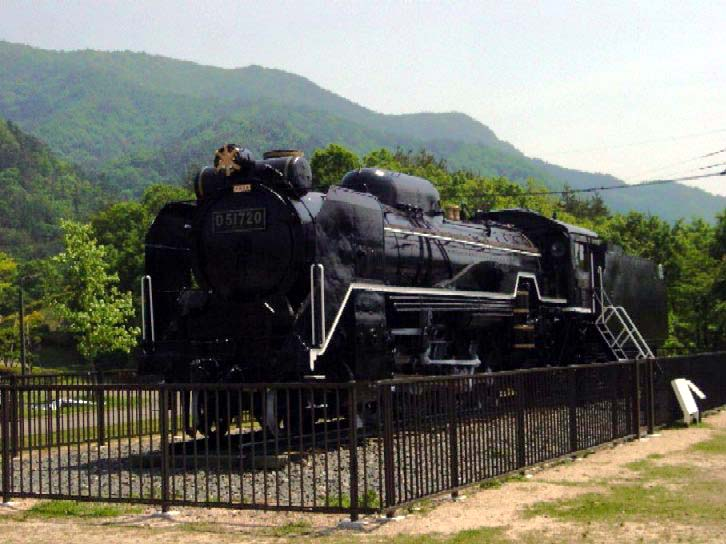
D51 720（2004年5月，瀨野川公園攝影）
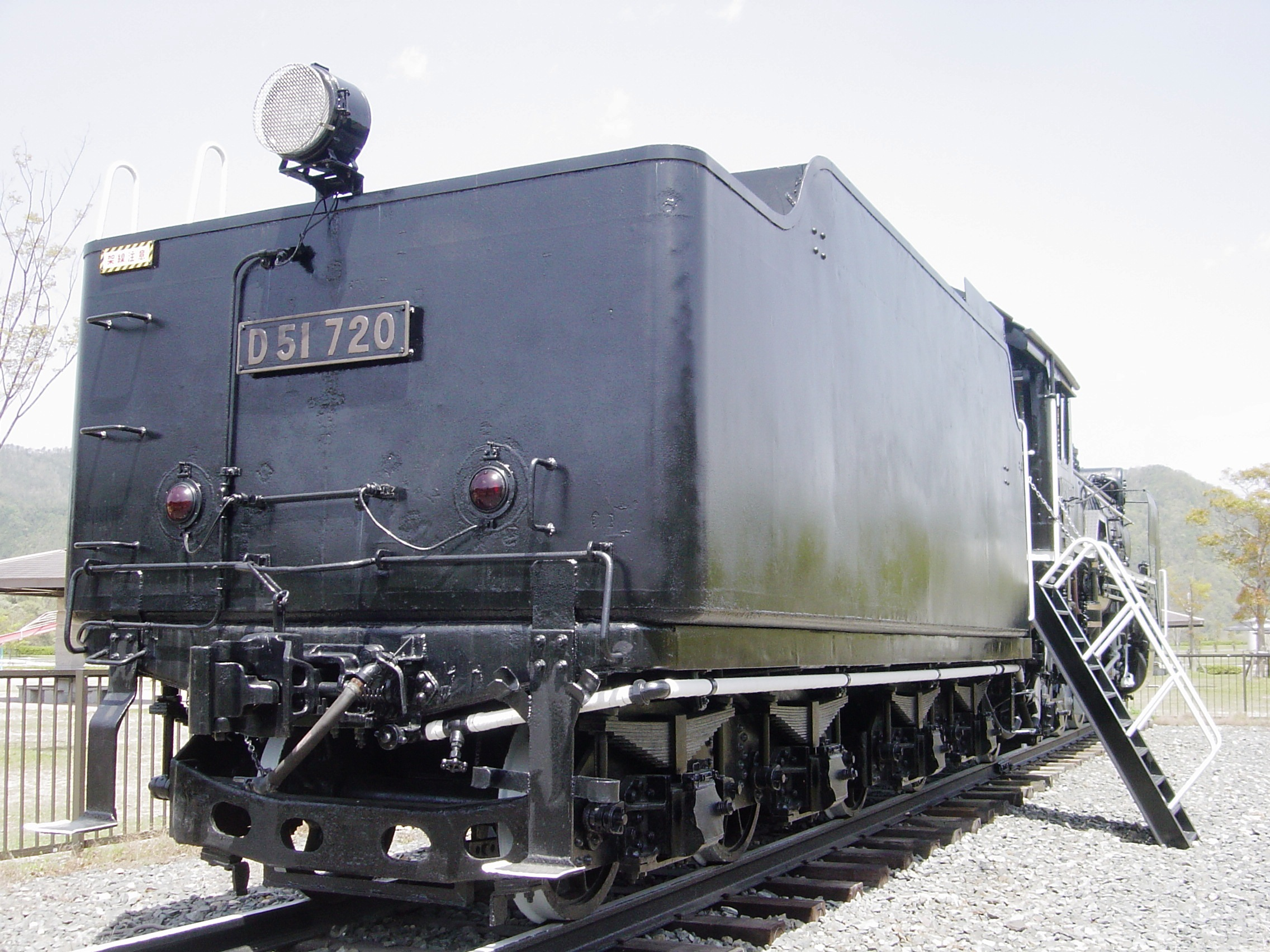
D51 720、後部（2005年4月，瀨野川公園攝影）

## 動態保存

### JR東日本 498號機
編號498由鷹取工場製造，於1940年11月24日完成，新車出廠時配屬位於鷹取附近的岡山機務段。其後先後調至吹田（1951年8月～）→平（1953年12月～）→長岡第一（1963年10月～）→直江津（1965年4月～、當時為借用）→新津（1966年3月～）→坂町（1972年3月～）各機務段運行。1972年10月在鐵道100周年記念中於八高線的運行活動成為其最後的列車牽引運用。再者，與配置於坂町機務段時那樣，由高崎第一機務段借出地方擺放。這輛機車至12月1日除籍，同日決定了借予群馬縣利根郡月夜野町（現：利根郡）的事宜，4日後（12月5日）在上越線後閑站前作靜態保存。
1988年為配合日本富士電視台30週年紀念而訪日的東方快車，JR東日本打算在旗下管理的靜態蒸汽機車中選出1架保存狀態較佳的蒸汽機車重新復活己索引東方快車，最後認定D51-498及C57-135（鐵道博物館）
的保存狀態較佳可重新復活，但考慮到當時JR西日本已有同型的C57-1動態保存中，故最後決定選擇D51-498重新復活。

#### 過去運轉履歷與今後預定
以下是作為參考，列出了5年間出動運轉的履歷。另外，這裡省略了不定期運行的。498號機，多在節目或紀年為理由作記念運行之用。再者，亦在地方旅遊活動的大型活動中大活躍。

##### 過去運轉履歷
- 1990年～2006年2月　磐越西線
  - 2002年10月、2003年6月、2004年10月、2005年7月等亦運轉。全部都在會津若松站結構内並與C57 180同時發車、實施並走運轉。
- 1990年～2001年、2004年　釜石線
- 2002年～2004年　北上線
- 2002年～2004年、2007年3月　白新線羽越本線
- 2002年10月　
- 2002年11月　奧羽本線
  - 奧羽本線秋田～東能代間開業100周年的記念運轉
- 2003年12月　東北本線
  - 上野站開業120周年與江戶誕生400周年記念運行。同機與舊型客車和EF58-61一同使用。
- 2003年12月　磐越西線
  - 因C57-180故障而緊急代行。
- 2004年9月　陸羽東線
  - 的一環運轉。牽引舊型客車。在1994年以來，成為在非電化區間牽引的舊客車。
- 2005年9月　奧羽本線
- 2005年10月　東北本線
- 2005年10月　中央本線
- 2006年11月　磐越西線
  - 由於C57-180的首次全般檢查，因此事先預定。為了確保機器類的安全，在不勉強的情況下作了2日的來回。
- 2007年2月　内房線
  - 裝飾的開放列車。在1989年進入千葉以來相隔18年。

##### 今後預定運轉
今後的預定。包括掲載不定期運轉的。
- 2007年8月4、5、11、12、18、19、25、26日　上越線
  - 牽引12系客車。
- 2007年9月8、9日　陸羽東線
  - 使用舊型客車。列車名の通り、陸羽東線開通90年を祝う。
- 2007年9月22～24日　磐越西線
  - 使用舊型客車。在會津若松站結構內與C57-180同時發車、並走運轉。

### JR西日本 200號機

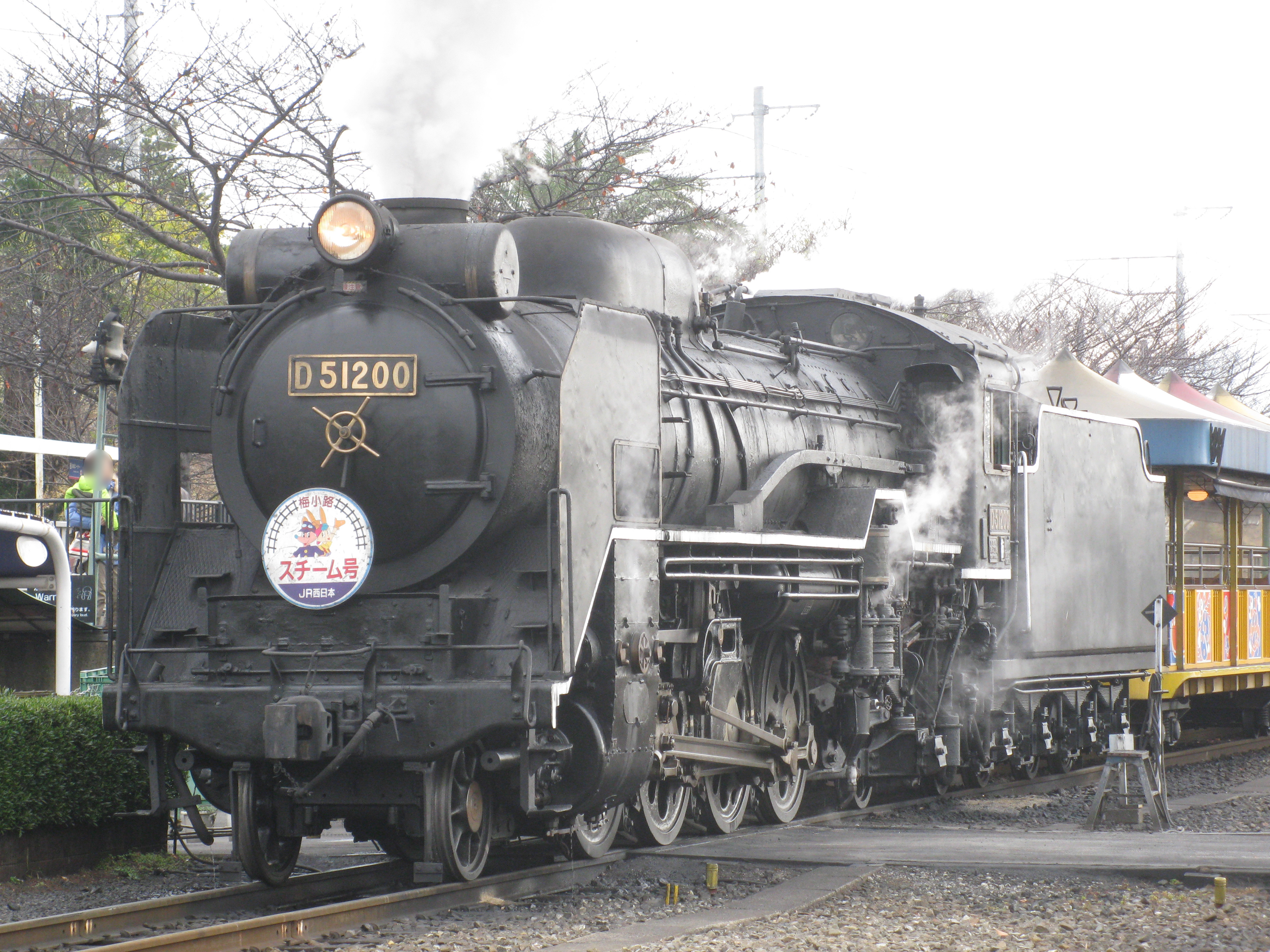
D51 200（2011年12月、梅小路蒸氣機車館攝影）

梅小路蒸氣機車館以動態保存的方式保存200號機，車籍仍然在籍，不過只是有在蒸氣機車館行走運轉的程度，實際在本線走行比較困難。現在亦能偶然看到「SL蒸氣號（SLスチーム号）」奔馳時的姿態。
同時，該機亦作為訓練新人機關士的訓練車使用。

### 台灣鐵路管理局 DT668號機

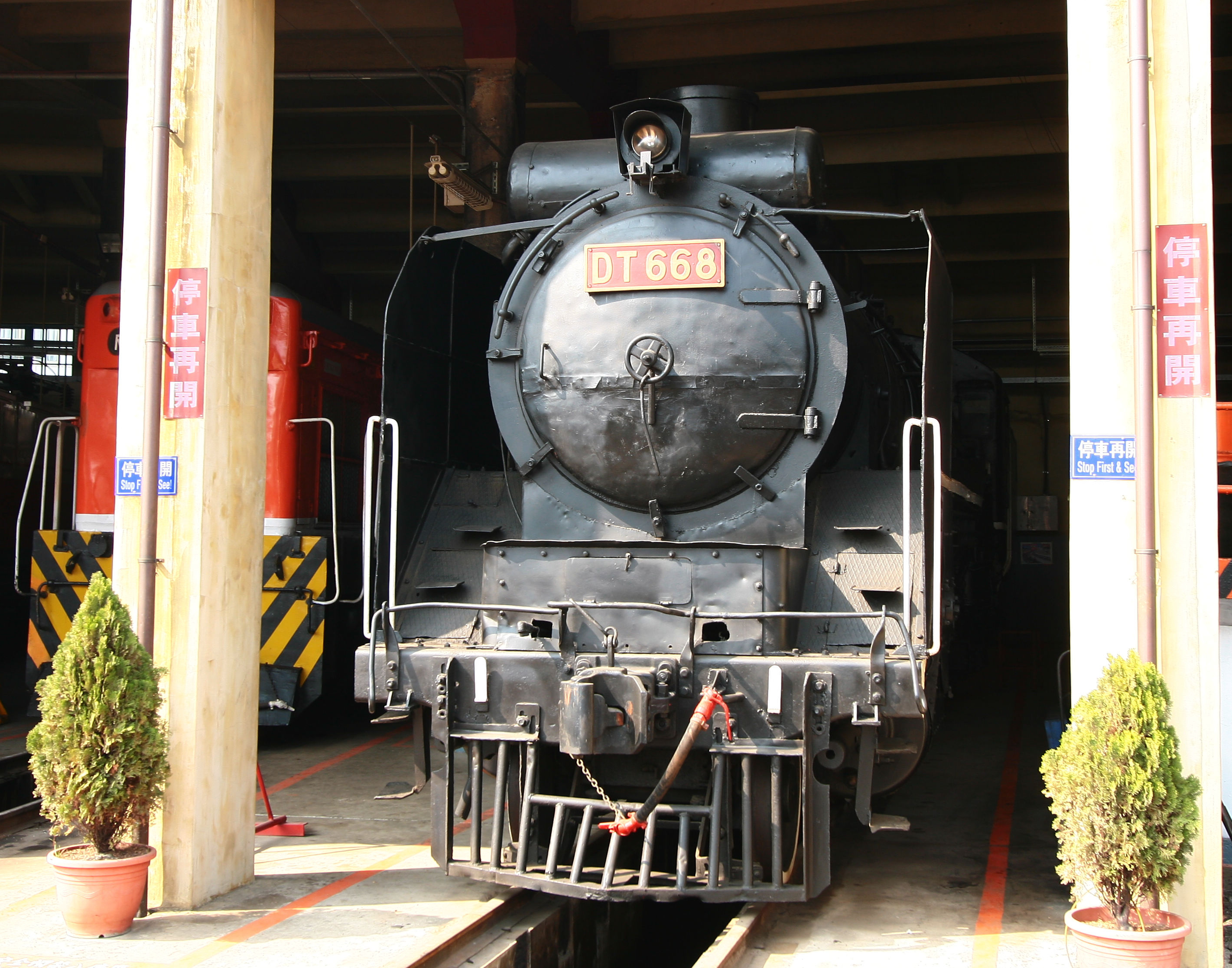
DT668（彰化機務段扇形車庫）

DT668號於1984年3月停用除籍，並與CT273（CT270型，日本C57型）一同停放在新竹機務段苗栗機務分段內（現新竹機務段苗栗機務分駐所），1993年8月送往屏東縣麟洛運動公園供民眾參觀，2000年由屏東縣政府歸還臺灣鐵路管理局，放置在彰化扇形車庫保存供靜態展示，2010年12月13日起重新整修。在海線軌道上進行短暫的測試之後，於2011年11月11日在新竹內灣支線上復駛，作為內灣線改造升級之後重新通車的慶祝活動之一。

### 俄铁远东铁路局 D51-4
俄罗斯铁路公司远东铁路局以動態保存的方式保存D51-4，用于牵引旅游列车。
在庫頁島軌距更改後，閒置於股道至今

## 關連商品
作為N比例的鐵道模型，關水金屬（KATO）及MICRO ACE等將其製品化。另外，普拉軌道亦有將D51製品化。

## 資料來源
1. ↑  .   [2018-04-25]. （原始内容存档于2020-11-07）.
2. ↑  . 海南史志网.   [2019-08-05]. （原始内容存档于2018-02-10）.
3. ↑  .   [2013-07-19]. （原始内容存档于2020-11-19）.

## 外部連結
- （日語） | 、
- （日語）
- （日語）
- （日語）
- （日語）
- （繁體中文）台灣鐵路管理局